# Кеті Морган
Кеті Морган (англ. Katie Morgan, 17 березня 1980) — американська порноакторка і ведуча ток-шоу на радіо. Членкиня Залу слави AVN з 2013 року.

## Біографія
У 2000 році була арештована за транспортування 45 кг марихуани з Мексики в США. Щоб оплатити свою заставу і судові витрати, долучилась до порноіндустрії. Її дебютним фільмом став Dirty Debutantes 197. Вона також знімалася у програмах HBO A Real Sex Xtra: Pornucopia — Going Down in the Valley, Katie Morgan on Sex Toys, Katie Morgan: Porn 101, Katie Morgan's Sex Tips: Questions, Anyone? і документальному фільмі Katie Morgan: A Porn Star Revealed, в якому вона пояснила вибір свого псевдоніма Морган. Ім'я Кеті було взято з першого імені Скарлетт О'Гара зі Звіяних вітром, а Морган — від напою Captain Morgan. Зазвичай вона вела програми повністю роздягненою, маючи тільки пару туфель на високих підборах.
У 2008 році вийшла на великий екран, знявшись у комедії Кевіна Сміта «Зак і Мірі знімають порно».
У 2008 році припинила зніматися в порнофільмах, а вже в наступному році після весілля офіційно оголосила про завершення зйомок. Проте вже в кінці 2015 року повернулася до зйомок у порнофільмах, підписавши контракт з компанією Nexxxt Level Talent.
- 2003 Номінація на AVN Awards в категорії Найкраща нова старлетка
- 2005 XRCO Award for Unsung Siren[8]
- 2009 AVN Award for Crossover Star Of The Year[9]
- 2009 Mr. Skin Anatomy Award for Best Porn Star Gone Hollywood — Zack and Miri Make a Porno[10]
- 2013 AVN Hall of Fame[11]